# ジュニア・ジャパン
ジュニア・ジャパンは、日本ラグビーフットボール協会がかつて組織していたU23（23歳以下の）ナショナルチームである。2024年現在は「ジュニア・ジャパン」というチーム構成は無くなり、「JAPAN XV」が正代表の経験のない若手のA代表（第2代表）として組織されている。2025年には新たに「U23ラグビー日本代表」が編成される。

## 歴史
2012年度から、日本ラグビーフットボール協会はワールドカップ2019に向けた若手選手育成プロジェクト「ジュニア・ジャパン」プログラムが始まった。
2013年からジュニア・ジャパンは、U23で構成する「A代表（第2代表）」の大会「パシフィックラグビーカップ・オ―ストラリアシリーズ（Pacific Rugby Cup Australian series）」、後の「ワールドラグビーパシフィックチャレンジ（World Rugby Pacific Challenge）」に参加した。
以後ジュニア・ジャパンは、毎年3月に開催のU23対象「ワールドラグビーパシフィックチャレンジ（フィジーA、サモアA、トンガA、ジュニア・ジャパンの4チームのみで開催）」に向けた、短期間かつ地域限定的な活動となっていた。
2020年には優勝を果たした。その直後、新型コロナウイルス感染症の世界的流行により活動が停止した。
2023年5月に、3年ぶりにワールドラグビーパシフィックチャレンジが開催されることになった。同大会は23歳以下が対象だが、6月中旬から南アフリカで開催されるU20チャンピオンシップに向けた準備として、20歳以下で構成されるU20日本代表チームで「ジュニア・ジャパン」を結成。ヘッドコーチも、U20日本代表を担当しているロブ・ペニーが担当した。
2024年からは、U20日本代表に数名のシニア選手を加え、チーム名を「JAPAN XV（ジャパン・フィフティーン）」とし、引き続き「ワールドラグビーパシフィックチャレンジ」に出場する。期を同じくして、日本ラグビーフットボール協会の公式サイトでは「ジュニア・ジャパン」の項目は「JAPAN XV」の見出しに差し替えられた。
以上にように、U23での「ジュニア・ジャパン」は、2020年の活動（ワールドラグビーパシフィックチャレンジ優勝）が最後である。
2025年、将来の日本代表選手の育成を加速するためのプロジェクト「JAPAN TALENT SQUADプログラム2025」により、23歳以下の選手からなる「U23ラグビー日本代表」が編成される。

## 成績

### ワールドラグビー パシフィックチャレンジ
2006年から2014年まで「IRBパシフィックラグビーカップ（IRB Pacific Rugby Cup）」が行われ、ジュニア・ジャパンは2013年から参加した。2010年まではフィジー・サモア・トンガからの2チームずつ計6チームによる総当たり戦だった。2011年から2014年までは、フィジー・サモア・トンガの国代表予備軍（Aチーム）1チームずつに加え、オーストラリアとニュージーランドのクラブチームの予備軍（Aチーム、XVチーム）が多数参加した。
2015年からは、大会名を「ワールドラグビーパシフィックチャレンジ（World Rugby Pacific Challenge）」に改称した。
2024年に刷新され、「オセアニアラグビーU20チャレンジ（Oceania Rugby U20s Challenge）」となり、「ワールドラグビーU20トロフィー」への出場権を争うオセアニア大会となった。このため、日本は出場しない。
| 年   | 大会                                 | 開催地                          | 参加数 | HC       | 月日     | 勝敗 | 点    | 相手チーム                     | 相手国           | 備考                 |
| ---- | ------------------------------------ | ------------------------------- | ------ | -------- | -------- | ---- | ----- | ------------------------------ | ---------------- | -------------------- |
| 2013 | IRB パシフィック ラグビーカップ 2013 | オーストラリア ニュージーランド | 16     | 遠藤哲   | 3月12日  | ●    | 26-76 | ブリスベンアカデミー           | オーストラリア   | [ 16 ] [ 17 ]        |
| 2013 | IRB パシフィック ラグビーカップ 2013 | オーストラリア ニュージーランド | 16     | 遠藤哲   | 3月18日  | ●    | 14-59 | レッズカレッジXV               | オーストラリア   | [ 18 ] [ 19 ]        |
| 2013 | IRB パシフィック ラグビーカップ 2013 | オーストラリア ニュージーランド | 16     | 遠藤哲   | 3月23日  | ●    | 28-45 | シドニーアカデミー             | オーストラリア   | [ 20 ]               |
| 2013 | IRB パシフィック ラグビーカップ 2013 | オーストラリア ニュージーランド | 16     | 遠藤哲   | 3月28日  | ●    | 19-43 | ブルーズデベロップメント       | ニュージーランド | [ 21 ]               |
| 2013 | IRB パシフィック ラグビーカップ 2013 | オーストラリア ニュージーランド | 16     | 遠藤哲   | 4月2日   | ●    | 10-63 | ハイランダーズデベロップメント | ニュージーランド | [ 22 ] [ 23 ]        |
| 2013 | IRB パシフィック ラグビーカップ 2013 | オーストラリア ニュージーランド | 16     | 遠藤哲   | 4月7日   | ●    | 43-73 | ハリケーンズデベロップメント   | ニュージーランド | [ 24 ] [ 25 ] [ 15 ] |
| 2014 | IRB パシフィック ラグビーカップ 2013 | オーストラリア                  | 9      | 沢木敬介 | 3月1日日 | ●    | 6-61  | ウェスタン・フォースA          | オーストラリア   | [ 28 ]               |
| 2014 | IRB パシフィック ラグビーカップ 2013 | オーストラリア                  | 9      | 沢木敬介 | 3月7日   | ●    | 7-81  | レッズA                        | オーストラリア   | [ 29 ]               |
| 2014 | IRB パシフィック ラグビーカップ 2013 | オーストラリア                  | 9      | 沢木敬介 | 3月14日  | ●    | 26-40 | レッズA(U20)                   | オーストラリア   | [ 30 ]               |
| 2014 | IRB パシフィック ラグビーカップ 2013 | オーストラリア                  | 9      | 沢木敬介 | 3月18日  | ●    | 13-99 | フィジーウォリアーズ           | フィジー         | [ 31 ]               |

### ワールドラグビーパシフィックチャレンジ
「IRBパシフィックラグビーカップ（IRB Pacific Rugby Cup）」から改称。現在はフィジーA、サモアA、トンガA、ジュニア・ジャパンの4チームで競っている。
U23（23歳以下）の大会だが、2023年にはU20日本代表が出場、1勝2敗で4チーム中3位となった。
| 年   | 大会                                                          | 開催地                                             | 参加数                                             | HC                                                 | 部門                                               | 月日                                               | 勝敗                                               | 点                                                 | 相手チーム                                         | 備考                     |
| ---- | ------------------------------------------------------------- | -------------------------------------------------- | -------------------------------------------------- | -------------------------------------------------- | -------------------------------------------------- | -------------------------------------------------- | -------------------------------------------------- | -------------------------------------------------- | -------------------------------------------------- | ------------------------ |
| 2015 | ワールドラグビー パシフィック チャレンジ 2015                 | フィジー                                           | 6                                                  | 中竹竜二                                           | プール戦                                           | 3月10日                                            | ●                                                  | 17-69                                              | カナダA                                            | [ 36 ]                   |
| 2015 | ワールドラグビー パシフィック チャレンジ 2015                 | フィジー                                           | 6                                                  | 中竹竜二                                           | プール戦                                           | 3月14日                                            | ●                                                  | 0-86                                               | フィジーA （フィジーウォリアーズ）                 | [ 37 ] [ 38 ]            |
| 2015 | ワールドラグビー パシフィック チャレンジ 2015                 | フィジー                                           | 6                                                  | 中竹竜二                                           | プール戦                                           | 3月18日                                            | ●                                                  | 24-60                                              | トンガA                                            | [ 39 ] [ 40 ]            |
| 2015 | ワールドラグビー パシフィック チャレンジ 2015                 | フィジー                                           | 6                                                  | 中竹竜二                                           | 5-6位決定戦                                        | 3月23日                                            | ●                                                  | 24-43                                              | トンガA                                            | 6チーム中6位             |
| 2016 | ワールドラグビー パシフィック チャレンジ 2016                 | フィジー                                           | 4                                                  | 中竹竜二                                           | プール戦                                           | 3月8日                                             | ○                                                  | 26–8                                               | トンガA                                            | ジュニア・ジャパン初勝利 |
| 2016 | ワールドラグビー パシフィック チャレンジ 2016                 | フィジー                                           | 4                                                  | 中竹竜二                                           | プール戦                                           | 3月12日                                            | ●                                                  | 14–44                                              | フィジーA （フィジーウォリアーズ）                 | [ 45 ] [ 46 ]            |
| 2016 | ワールドラグビー パシフィック チャレンジ 2016                 | フィジー                                           | 4                                                  | 中竹竜二                                           | プール戦                                           | 3月17日                                            | ●                                                  | 22–42                                              | サモアA                                            | [ 47 ] [ 48 ]            |
| 2016 | ワールドラグビー パシフィック チャレンジ 2016                 | フィジー                                           | 4                                                  | 中竹竜二                                           | 3位決定戦                                          | 3月21日                                            | ●                                                  | 30–44                                              | トンガA                                            | 4チーム中4位             |
| 2017 | ワールドラグビー パシフィック チャレンジ 2017                 | フィジー                                           | 4                                                  | 遠藤哲                                             | 総当たり戦                                         | 3月10日                                            | ○                                                  | 34–31                                              | サモアA                                            | [ 53 ]                   |
| 2017 | ワールドラグビー パシフィック チャレンジ 2017                 | フィジー                                           | 4                                                  | 遠藤哲                                             | 総当たり戦                                         | 3月14日                                            | ●                                                  | 16–39                                              | フィジーA （フィジーウォリアーズ）                 | [ 54 ]                   |
| 2017 | ワールドラグビー パシフィック チャレンジ 2017                 | フィジー                                           | 4                                                  | 遠藤哲                                             | 総当たり戦                                         | 3月18日                                            | ○                                                  | 42-33                                              | トンガA                                            | 4チーム中2位             |
| 2018 | ワールドラグビー パシフィック チャレンジ 2018                 | フィジー                                           | 4                                                  | 遠藤哲                                             | 総当たり戦                                         | 3月9日                                             | ○                                                  | 45–28                                              | トンガA                                            | [ 58 ]                   |
| 2018 | ワールドラグビー パシフィック チャレンジ 2018                 | フィジー                                           | 4                                                  | 遠藤哲                                             | 総当たり戦                                         | 3月13日                                            | ●                                                  | 3–28                                               | フィジーA （フィジーウォリアーズ）                 | [ 59 ]                   |
| 2018 | ワールドラグビー パシフィック チャレンジ 2018                 | フィジー                                           | 4                                                  | 遠藤哲                                             | 総当たり戦                                         | 3月17日                                            | ○                                                  | 29–21                                              | サモアA                                            | 4チーム中2位             |
| 2019 | ワールドラグビー パシフィック チャレンジ 2019                 | フィジー                                           | 4                                                  | 水間良武                                           | 総当たり戦                                         | 3月8日                                             | ○                                                  | 31–21                                              | サモアA                                            | [ 63 ]                   |
| 2019 | ワールドラグビー パシフィック チャレンジ 2019                 | フィジー                                           | 4                                                  | 水間良武                                           | 総当たり戦                                         | 3月12日                                            | ●                                                  | 24–66                                              | フィジーA （フィジーウォリアーズ）                 | [ 64 ]                   |
| 2019 | ワールドラグビー パシフィック チャレンジ 2019                 | フィジー                                           | 4                                                  | 水間良武                                           | 総当たり戦                                         | 3月16日                                            | ○                                                  | 39–10                                              | トンガA                                            | 4チーム中2位             |
| 2020 | ワールドラグビー パシフィック チャレンジ 2020                 | フィジー                                           | 4                                                  | 水間良武                                           | 総当たり戦                                         | 3月6日                                             | ○                                                  | 46–10                                              | トンガA                                            | [ 69 ] [ 70 ]            |
| 2020 | ワールドラグビー パシフィック チャレンジ 2020                 | フィジー                                           | 4                                                  | 水間良武                                           | 総当たり戦                                         | 3月10日                                            | ○                                                  | 76–3                                               | サモアA                                            | [ 71 ] [ 72 ]            |
| 2020 | ワールドラグビー パシフィック チャレンジ 2020                 | フィジー                                           | 4                                                  | 水間良武                                           | 総当たり戦                                         | 3月14日                                            | ○                                                  | 21–12                                              | フィジーA （フィジーウォリアーズ）                 | 大会初優勝               |
| 2021 | 新型コロナウイルス感染症の世界的流行のため開催せず            | 新型コロナウイルス感染症の世界的流行のため開催せず | 新型コロナウイルス感染症の世界的流行のため開催せず | 新型コロナウイルス感染症の世界的流行のため開催せず | 新型コロナウイルス感染症の世界的流行のため開催せず | 新型コロナウイルス感染症の世界的流行のため開催せず | 新型コロナウイルス感染症の世界的流行のため開催せず | 新型コロナウイルス感染症の世界的流行のため開催せず | 新型コロナウイルス感染症の世界的流行のため開催せず |                          |
| 2022 | 新型コロナウイルス感染症の世界的流行のため開催せず            | 新型コロナウイルス感染症の世界的流行のため開催せず | 新型コロナウイルス感染症の世界的流行のため開催せず | 新型コロナウイルス感染症の世界的流行のため開催せず | 新型コロナウイルス感染症の世界的流行のため開催せず | 新型コロナウイルス感染症の世界的流行のため開催せず | 新型コロナウイルス感染症の世界的流行のため開催せず | 新型コロナウイルス感染症の世界的流行のため開催せず | 新型コロナウイルス感染症の世界的流行のため開催せず |                          |
| 2023 | ワールドラグビー パシフィック チャレンジ 2023 （日本のみU20） | サモア                                             | 4                                                  | ロブ・ペニー                                       | 総当たり戦                                         | 5月3日                                             | ●                                                  | 15–72                                              | フィジー・ウォリアーズ                             | [ 77 ] [ 78 ]            |
| 2023 | ワールドラグビー パシフィック チャレンジ 2023 （日本のみU20） | サモア                                             | 4                                                  | ロブ・ペニー                                       | 総当たり戦                                         | 5月8日                                             | ○                                                  | 52-17                                              | トンガA                                            | [ 79 ] [ 80 ]            |
| 2023 | ワールドラグビー パシフィック チャレンジ 2023 （日本のみU20） | サモア                                             | 4                                                  | ロブ・ペニー                                       | 総当たり戦                                         | 5月13日                                            | ●                                                  | 33-44                                              | マヌマ・サモア                                     | [ 81 ] [ 33 ] [ 32 ]     |
| 2024 | ワールドラグビー パシフィック チャレンジ 2024                 | 「JAPAN XV」が出場する                             | 「JAPAN XV」が出場する                             | 「JAPAN XV」が出場する                             | 「JAPAN XV」が出場する                             | 「JAPAN XV」が出場する                             | 「JAPAN XV」が出場する                             | 「JAPAN XV」が出場する                             | 「JAPAN XV」が出場する                             |                          |